# 適定性問題
數學術語適定性問題來自於數學家阿达马（英文: Jacques Solomon Hadamard）所給出的定義。他認為物理現象中的數學模型應該具備下述性質：
1. 存在解
2. 解是唯一的
3. 解隨著起始条件連續的改變

適定性問題的原型範例包括對於拉普拉斯方程的狄利克雷問題，以及給定初始條件的熱傳導方程式。在物理過程中解決的這些問題，也許被視為「自然」問題。相較之下，反向熱導方程，推演來自最終數據的溫度的稍早分佈就不是適定的，因為這個解對最終數據極為敏感。一個問題如果不是適定的，哈達瑪就將其視為不適定。逆問題通常是不適定的。
這些連續問題必須使其離散，以取得數值解。泛函分析問題通常是連續的，當以有限精度或存有錯誤的資料求解時，它可以承受這些數值的不穩定性。
即使一個問題是適定的，它也可能仍是病態的；即在初始資料中的一個微小錯誤，可以造成很大錯誤的答案。病態問題以大的條件數表示。
如果某一個問題是適定的，它就有機會在使用了穩定演算法的電腦上取得解。如果問題是不適定的，就需要為數值處理重新以公式表示。這通常包含了額外的假設，例如：解的平滑性。這個過程稱為正則化（Regularization）。吉洪諾夫正則化是最常使用的正則化方法之一。